# Őrimagyarósd
Őrimagyarósd es un pueblo ubicado en el distrito de Körmend, en el condado de Vas, Hungría.

## Superficie
Posee una superficie de 12,29 kilómetros cuadrados.

## Demografía
Hasta 2019 la población era de 222 habitantes, con una densidad de población de 18,06 habitantes por kilómetro cuadrado.